# El màgic d'Oz
|  | Per a altres significats, vegeu «El màgic d'Oz (pel·lícula)». |

El màgic d'Oz (The Wonderful Wizard of Oz) és un llibre de literatura infantil escrit per Lyman Frank Baum i il·lustrat per W. W. Denslow. Va ser publicat per la George M. Hill Company a Chicago en 1900, i des de llavors fins a la data actual, és un dels llibres que més vegades s'ha publicat, tant als Estats Units com a Europa. Constitueix una de les històries més conegudes de la cultura popular nord-americana, i ha estat traduït a molts idiomes. Gràcies al gran èxit de l'obra, L. Frank Baum va escriure tretze llibres més sobre el país d'Oz. S'han donat multitud de lectures al·legòriques de la història, sobretot políticoeconòmiques.
El llibre narra les aventures d'una noia anomenada Dorothy en el país d'Oz. Dorothy es veu transportada per un cicló a un món màgic anomenat Oz i intenta tornar a casa seva. Compta amb l'ajuda de diversos personatges que es troba pel camí, sobretot un lleó, un robot i un espantaocells. Aquests l'acompanyen a veure el Màgic d'Oz, que pot acomplir desitjos i, per tant, donar-los el que més vol cadascú. Diversos enemics, sobretot dues bruixes, intenten impedir aquest fet.
Aquesta obra ha estat adaptada en nombroses ocasions tant al cinema com al teatre.
- El 1939 se'n va fer una de les versions cinematogràfiques més conegudes, el musical interpretat per Judy Garland.[5]
- El 1998, Joaquim Carné Jordana escriu una versió teatral del conte i Joan Baptista Torrella Ibáñez s'encarrega de la composició musical. Amb el títol El món del Màgic d'Oz, neix un nou i original musical infantil.

## Resum del llibre
L’òrfena Dorothy i el seu gos Toto viuen a Kansas quan un tornado els trasllada al País d’Oz. Dorothy descobreix que la seva casa ha caigut sobre la Malvada Bruixa de l’Est i l’ha matat, agafant les sabates màgiques de plata de la Bruixa. Dorothy demana ajuda al Bruixot d’Oz per tornar a Kansas i en aquest viatge es fa amiga d’un Espantaocells, un Home de Llauna i un Lleó Covard.
S'enfronten a una sèrie de dificultats, però finalment arriben a la Ciutat d’Esmeralda. El Gran Oz promet complir els seus desitjos, però primer han de matar la Malvada Bruixa de l’Oest. Després de vèncer la Bruixa, Dorothy i els seus amics descobreixen que el Gran Oz és en realitat un vell petit. Tot i això, el Gran Oz compleix els desitjos dels seus amics.
Dorothy demana ajuda a la Bona Bruixa del Sud, Glinda, per tornar a casa. Glinda diu a Dorothy que uneixi els talons de les sabates de plata tres vegades i els ordeni que la portin a casa. Dorothy ho fa i torna feliç a Kansas als braços de la seva tieta Em.

## Traduccions catalanes
- El meravellós bruixot d'Oz. Traducció de Dolors Udina. Martorell: Adesiara editorial, 2023.[6]